# Robert Meeuwsen
Robert Meeuwsen (Nieuwegein, 21 marzo 1988) è un giocatore di beach volley olandese.

## Biografia
Ha debuttato nel circuito professionistico internazionale il 15 giugno 2010 a Praga, in Repubblica Ceca, in coppia con Christiaan Varenhorst uscendo nei preliminari del torneo e senza aver quindi ottenuto una posizione in classifica. Nelle varie tappe del World tour disputate fino ad ora non è mai riuscito a raggiungere il podio.
Ha disputato una sola edizione dei campionati mondiali: a Stare Jabłonki 2013, occasione in cui è riuscito a conquistare la medaglia d'oro con Alexander Brouwer.

## Palmarès

### Giochi olimpici
- 1 bronzo: a Rio de Janeiro 2016

### Campionati mondiali
- 1 oro: a Stare Jabłonki 2013